# Pinal
33°16′41″N 111°08′21″V / 33.27806°N 111.13917°V
Pinal er en spøgelsesby i Pinal County i delstaten Arizona, USA.
Byen Pinal ligger 5 km fra byen Superior. Byens postkontor åbnede den 10. april 1878 og lukkede den 28. november 1891. Pinal var mølleby for den tætliggende Silver King, som lå 8,5 km derfra.
Byen blev oprindeligt kaldt for Pickett Post efter Pickett Post Butte, og nåede et indbyggertal på over 2000 mennesker. Byen havde sin egen avis, "Pinal Drill". Pinal havde alt hvad man behøvede, men da prisen på sølv faldt sidst i 1800-tallet, begyndte byen at tømmes og i 1890 var der blot 10 mennesker tilbage. Hvor utroligt end det lyder, er der i dag intet tilbage af den engang store by.